# SNCASE SE.700
Le SNCASE SE.700 est un prototype d'autogire construit par la société SNCASE en 1945.